# Свети Николай (Панагия)
„Свети Николай“ (на гръцки: Ιερός Ναός Αγίου Νικολάου) е възрожденска православна църква край село Панагия, в северозападната част на остров Тасос, Гърция, част от Филипийската, Неаполска и Тасоска епархия на Вселенската патриаршия.
Църквата е разположена в планинската зона между Панагия и Потамия. Над входа в западната стена има ктиторски надпис, но е нечетлив. Църквата прилича на „Свети Архангел Михаил“ в Макриамос и според характеристиките си датира между 1808 и 1839 година. В архитектурно отношение представлява еднокорабен храм с дървен покрив. В миналото е имало и трем по северната стена. Поради наклона, значителна част от църквата е вкопана. Външните му размери са 8,30 m на 5,85 m, дебелината на стените е 0,69 m, а височината 5,50 m – уникална за църквите на острова. Входът е засводен. Храмът е осветен от два малки южни прозореца. Иконостасът е обикновен дървен с две врати – централна и северна и три ценни стари царски икони и една нова. Ценни са и двата свещника и сребърното кандило. Апсидата стига до пода и е полукръгла отвън с нисък покрив. Светилището е осветено от два прозореца – един над апсидата и един на южната стена. Подът на храма е от плочи, а таван няма. Покривът има скосяване в западната и източната стена и е покрит с плочи.